# Vriendschappelijke interlands Luxemburgs voetbalelftal
Het Luxemburgs voetbalelftal speelt regelmatig vriendschappelijke interlands De eerste interland werd in 1911 gespeeld. Het onderstaande overzicht toont alle oefenduels die Luxemburg sindsdien heeft gespeeld, inclusief de B-interlands die tot 1983 door de Luxemburgse voetbalbond werden meegeteld in de officiële statistieken.

## 20e eeuw

### 1911-1945
| datum      | plaats           | thuis | uit | land      | bijzonderheden        |
| ---------- | ---------------- | ----- | --- | --------- | --------------------- |
| 29-10-1911 | Luxemburg        | 1-4   |     | Frankrijk |                       |
| 20-04-1913 | Saint Ouen       |       | 0-8 | Frankrijk |                       |
| 08-02-194  | Luxemburg        | 5-4   |     | Frankrijk |                       |
| 28-08-1920 | Brussel          |       | 0-3 | Nederland | OS 1920, in België    |
| 29-05-1924 | Parijs           |       | 0-2 | Italië    | OS 1924, in Frankrijk |
| 21-05-1927 | Esch-sur-Alzette | 2-5   |     | Engeland  |                       |
| 27-05-1928 | Amsterdam        |       | 3-5 | België    | OS 1928, in Nederland |
| 28-06-     | Esch-sur-Alzette | 1-1   |     | Egypte    |                       |
| 18-08-1935 | Luxemburg        | 0-1   |     | Duitsland |                       |
| 09-05-1936 | Luxemburg        | 1-5   |     | Ierland   |                       |
| 04-08-     | Berlijn          |       | 0-9 | Duitsland | OS 1936, in Duitsland |
| 27-09-     | Krefeld          |       | 2-7 | Duitsland |                       |
| 21-03-1937 | Luxemburg        | 2-3   |     | Duitsland |                       |
| 16-01-1938 | Luxemburg        | 0-6   |     | Hongarije |                       |
| 20-03-     | Wuppertal        |       | 1-2 | Duitsland |                       |
| 26-03-1939 | Differdange      | 2-1   |     | Duitsland |                       |
| 31-03-1940 | Rotterdam        |       | 5-4 | Nederland |                       |
| 13-05-1945 | Luxemburg        | 4-1   |     | België    |                       |

### 1946 - 1979
| datum      | plaats           | thuis | uit | land             | bijzonderheden               |
| ---------- | ---------------- | ----- | --- | ---------------- | ---------------------------- |
| 23-02-1946 | Charleroi        |       | 0-7 | België           |                              |
| 10-03-     | Luxemburg        | 2-6   |     | Nederland        |                              |
| 28-07-     | Luxemburg        | 3-2   |     | Noorwegen        |                              |
| 30-10-     | Esch-sur-Alzette | 2-7   |     | Hongarije        |                              |
| 24-05-1947 | Luxemburg        | 0-6   |     | Schotland        |                              |
| 26-07-1948 | Brighton         |       | 6-0 | Afghanistan      | OS 1948, in Groot-Brittannië |
| 31-07-     | Londen           |       | 1-6 | Joegoslavië      | OS 1948                      |
| 23-03-1949 | Bratislava       |       | 2-2 | Tsjechoslowakije |                              |
| 15-08-1950 | Bergen           |       | 2-2 | Noorwegen        |                              |
| 04-11-1951 | Luxemburg        | 3-0   |     | Finland          |                              |
| 23-12-     | Essen            |       | 1-4 | West-Duitsland   |                              |
| 20-04-1952 | Luxemburg        | 1-6   |     | West-Duitsland   |                              |
| 16-07-     | Lahti            |       | 5-3 | Groot-Brittannië | OS 1952, in Finland          |
| 20-07-     | Kotka            |       | 1-2 | Brazilië         | OS 1952                      |
| 10-03-1957 | Oost-Berlijn     |       | 0-3 | DDR              |                              |
| 17-06-1959 | Oslo             |       | 0-1 | Noorwegen        |                              |
| 11-04-1962 | Luxemburg        | 1-3   |     | Sovjet-Unie      |                              |
| 20-11-1968 | Kopenhagen       |       | 1-5 | Denemarken       |                              |
| 10-04-1969 | Luxemburg        | 2-1   |     | Mexico           |                              |
| 04-01-1970 | Gzira            |       | 1-1 | Malta            |                              |
| 09-05-     | Luxemburg        | 0-1   |     | Tsjechoslowakije |                              |
| 20-05-1971 | Luxemburg        | 0-4   |     | België           |                              |
| 07-11-1971 | Verviers         |       | 0-1 | België           |                              |
| 26-04-1972 | Pilsen           |       | 0-6 | Tsjechoslowakije |                              |
| 07-10-1973 | Luxemburg        | 0-2   |     | Canada           |                              |
| 04-11-     | Luxemburg        | 2-1   |     | Noorwegen        |                              |
| 21-08-1976 | Reykjavik        |       | 1-3 | IJsland          |                              |
| 22-03-1978 | Luxemburg        |       | 1-3 | Polen            |                              |

### 1980
|                  |                                                           |       |           |                                                                                     |
| 27 februari 1980 | België                                                    | 5 – 0 | Luxemburg | Heizelstadion, Brussel Toeschouwers: 1.226 Scheidsrechter: Henk van Ettekoven (NED) |
| 27 februari 1980 | Vandenbergh 12' 21' Vandereycken 16' Van der Elst 66' 89' |       |           | Heizelstadion, Brussel Toeschouwers: 1.226 Scheidsrechter: Henk van Ettekoven (NED) |

|               |           |           |         | |
| 26 maart 1980 | Luxemburg | 0 – 1     | Uruguay | Stade de la Frontière, Esch-sur-Alzette Toeschouwers: 1.500 Scheidsrechter: Walter Eschweiler (FRG) |
| 26 maart 1980 |           | Victorino |         | Stade de la Frontière, Esch-sur-Alzette Toeschouwers: 1.500 Scheidsrechter: Walter Eschweiler (FRG) |

|                           |           |       |          |                        |
| 1 mei 1980 Mara Halim Cup | Luxemburg | 1 – 0 | Thailand | Teladan Stadion, Medan |
| 1 mei 1980 Mara Halim Cup | Clemens   |       |          | Teladan Stadion, Medan |

|                           |                              |       |                           |                        |
| 9 mei 1980 Mara Halim Cup | Luxemburg                    | 3 – 2 | Zuid-Korea                | Teladan Stadion, Medan |
| 9 mei 1980 Mara Halim Cup | Di Domenico Schreiner Reiter |       | Doelpuntenmakers onbekend | Teladan Stadion, Medan |

|                            |           |                          |       |                        |
| 11 mei 1980 Mara Halim Cup | Luxemburg | 0 – 1                    | Japan | Teladan Stadion, Medan |
| 11 mei 1980 Mara Halim Cup |           | Doelpuntenmaker onbekend |       | Teladan Stadion, Medan |

|                            |           |                           |       |                        |
| 13 mei 1980 Mara Halim Cup | Luxemburg | 0 – 2                     | Birma | Teladan Stadion, Medan |
| 13 mei 1980 Mara Halim Cup |           | Doelpuntenmakers onbekend |       | Teladan Stadion, Medan |

|                                         |           |                           |            |                        |
| 14 mei 1980 Troostfinale Mara Halim Cup | Luxemburg | 0 – 3                     | Zuid-Korea | Teladan Stadion, Medan |
| 14 mei 1980 Troostfinale Mara Halim Cup |           | Doelpuntenmakers onbekend |            | Teladan Stadion, Medan |

|                |           |                  |                  |                                                                                     |
| 4 oktober 1980 | Luxemburg | 0 – 2            | Verenigde Staten | Stade Josy Barthel, Luxemburg Toeschouwers: 1.600 Scheidsrechter: Gerd Hennig (FRG) |
| 4 oktober 1980 |           | Hulcer Davis pk' |                  | Stade Josy Barthel, Luxemburg Toeschouwers: 1.600 Scheidsrechter: Gerd Hennig (FRG) |

### 1981
|                                                   |           |                          |           |                                                                                                |
| 22 september 1981 Duitsland speelt met B-selectie | Luxemburg | 0 – 1                    | Duitsland | Stade Josy Barthel, Luxemburg Toeschouwers: onbekend Scheidsrechter: Jean-Marie Macheret (SUI) |
| 22 september 1981 Duitsland speelt met B-selectie |           | Doelpuntenmaker onbekend |           | Stade Josy Barthel, Luxemburg Toeschouwers: onbekend Scheidsrechter: Jean-Marie Macheret (SUI) |

|                 |                    |       |           |                                                                            |
| 14 oktober 1981 | Spanje             | 3 – 0 | Luxemburg | Ciutat de València, Valencia Toeschouwers: 15.000 Scheidsrechter: onbekend |
| 14 oktober 1981 | López Ufarte Saura |       |           | Ciutat de València, Valencia Toeschouwers: 15.000 Scheidsrechter: onbekend |

### 1982
|                                               |           |                          |           |                                                                                                 |
| 27 april 1982 Frankrijk speelt met B-selectie | Luxemburg | 0 – 1                    | Frankrijk | Stade de la Frontière, Esch-sur-Alzette Toeschouwers: onbekend Scheidsrechter: Bep Thomas (NED) |
| 27 april 1982 Frankrijk speelt met B-selectie |           | Doelpuntenmaker onbekend |           | Stade de la Frontière, Esch-sur-Alzette Toeschouwers: onbekend Scheidsrechter: Bep Thomas (NED) |

### 1983
- Geen vriendschappelijke interlands

### 1984
|                  |           |        |        |                                                                            |
| 29 februari 1984 | Luxemburg | 0 – 1  | Spanje | Stade Josy Barthel, Luxemburg Toeschouwers: 3.000 Scheidsrechter: onbekend |
| 29 februari 1984 |           | Maceda |        | Stade Josy Barthel, Luxemburg Toeschouwers: 3.000 Scheidsrechter: onbekend |

|               |            |       |                           | |
| 11 maart 1984 | Luxemburg  | 1 – 3 | Turkije                   | Stade de la Frontière, Esch-sur-Alzette Toeschouwers: 8.000 Scheidsrechter: Karl-Joseph Assenmacher (FRG) |
| 11 maart 1984 | Dresch 39' |       | 62' Özden 71' 74' Tüfekçi | Stade de la Frontière, Esch-sur-Alzette Toeschouwers: 8.000 Scheidsrechter: Karl-Joseph Assenmacher (FRG) |

|            |           |                 |           |                                                                         |
| 1 mei 1984 | Luxemburg | 0 – 2           | Noorwegen | Stade am Deich, Ettelbruck Toeschouwers: 1.411 Scheidsrechter: onbekend |
| 1 mei 1984 |           | Thoresen Dokken |           | Stade am Deich, Ettelbruck Toeschouwers: 1.411 Scheidsrechter: onbekend |

|             |           |       |               |                                                                            |
| 9 juni 1984 | Luxemburg | 1 – 2 | Portugal      | Stade Josy Barthel, Luxemburg Toeschouwers: 5.000 Scheidsrechter: onbekend |
| 9 juni 1984 | Wagner    |       | Gomes Miranda | Stade Josy Barthel, Luxemburg Toeschouwers: 5.000 Scheidsrechter: onbekend |

|                  |             |       |           |                                                                       |
| 17 december 1984 | Cyprus      | 1 – 0 | Luxemburg | Makario Stadion, Nicosia Toeschouwers: 1.000 Scheidsrechter: onbekend |
| 17 december 1984 | Tsikkos 52' |       |           | Makario Stadion, Nicosia Toeschouwers: 1.000 Scheidsrechter: onbekend |

|                  |                              |       |           |                                                                                      |
| 19 december 1984 | Israël                       | 2 – 0 | Luxemburg | Petah Tikwa Stadion, Petach Tikwa Toeschouwers: 600 Scheidsrechter: Arie Frost (ISR) |
| 19 december 1984 | Malmilian 47' (pk) Ohana 51' |       |           | Petah Tikwa Stadion, Petach Tikwa Toeschouwers: 600 Scheidsrechter: Arie Frost (ISR) |

|                  |           |       |           |                                                                                      |
| 22 december 1984 | Turkije   | 1 – 0 | Luxemburg | BJK Inönü Stadion, Istanbul Toeschouwers: 20.000 Scheidsrechter: Ahmet Yaşarov (BUL) |
| 22 december 1984 | Güray 39' |       |           | BJK Inönü Stadion, Istanbul Toeschouwers: 20.000 Scheidsrechter: Ahmet Yaşarov (BUL) |

### 1985
|               |           |       |         |                                                                                  |
| 24 april 1985 | Luxemburg | 0 – 0 | IJsland | Stade am Deich, Ettelbruck Toeschouwers: 540 Scheidsrechter: Gérard Biguet (FRA) |
| 24 april 1985 |           |       |         | Stade am Deich, Ettelbruck Toeschouwers: 540 Scheidsrechter: Gérard Biguet (FRA) |

### 1986
|                 |            |       |           |                                                                                              |
| 5 februari 1986 | Portugal   | 2 – 0 | Luxemburg | Estádio do Portimonense, Portimão Toeschouwers: 30.000 Scheidsrechter: Emilio Guruceta (ESP) |
| 5 februari 1986 | Rosa Gomes |       |           | Estádio do Portimonense, Portimão Toeschouwers: 30.000 Scheidsrechter: Emilio Guruceta (ESP) |

### 1987
|                   |                                  |       |           |                                                                                            |
| 23 september 1987 | Spanje                           | 2 – 0 | Luxemburg | Nou Castalia, Castellón de la Plana Toeschouwers: 22.000 Scheidsrechter: João Guedes (POR) |
| 23 september 1987 | Carrasco 27' (pk) Butragueño 65' |       |           | Nou Castalia, Castellón de la Plana Toeschouwers: 22.000 Scheidsrechter: João Guedes (POR) |

### 1988-1989
- Geen vriendschappelijke interlands

### 1990
|               |            |       |                              | |
| 28 maart 1990 | Luxemburg  | 1 – 2 | IJsland                      | Stade de la Frontière, Esch-sur-Alzette Toeschouwers: 600 Scheidsrechter: Jean-François Crucke (BEL) |
| 28 maart 1990 | Malget 39' |       | 16' Pétursson 28' Thordarson | Stade de la Frontière, Esch-sur-Alzette Toeschouwers: 600 Scheidsrechter: Jean-François Crucke (BEL) |

### 1991
|                 |               |       |              |                                                                      |
| 12 oktober 1991 | Luxemburg     | 1 – 1 | Portugal     | Neie Stadion, Luxemburg Toeschouwers: 2.000 Scheidsrechter: onbekend |
| 12 oktober 1991 | Weis 66' (pk) |       | ??' Nogueira | Neie Stadion, Luxemburg Toeschouwers: 2.000 Scheidsrechter: onbekend |

### 1992
|               |                     |       |                              |                                                                                        |
| 25 maart 1992 | Luxemburg           | 2 – 3 | Turkije                      | Stade Josy Barthel, Luxemburg Toeschouwers: 2.000 Scheidsrechter: Léon Schelings (BEL) |
| 25 maart 1992 | Girres 24' Wolf 72' |       | 9' Karaman 15' 66' Mandıralı | Stade Josy Barthel, Luxemburg Toeschouwers: 2.000 Scheidsrechter: Léon Schelings (BEL) |

### 1993
- Geen vriendschappelijke interlands

### 1994
|               |           |       |                            |                                                                                         |
| 23 maart 1994 | Luxemburg | 1 – 2 | Marokko                    | Stade Josy Barthel, Luxemburg Toeschouwers: 4.936 Scheidsrechter: Didier Pauchard (FRA) |
| 23 maart 1994 | Wolf 72'  |       | 45' Hababi 90' El Hadrioui | Stade Josy Barthel, Luxemburg Toeschouwers: 4.936 Scheidsrechter: Didier Pauchard (FRA) |

### 1995
|                  |                                                         |       |                 |                                                                                |
| 14 februari 1995 | Israël                                                  | 4 – 2 | Luxemburg       | Yud-Alef Stadium, Ashdod Toeschouwers: 2.000 Scheidsrechter: Vahap Beyaz (TUR) |
| 14 februari 1995 | Harazi 22' (pk) Hazan 34' Turjeman 57' Birsens 89' (og) |       | 71' 77' Langers | Yud-Alef Stadium, Ashdod Toeschouwers: 2.000 Scheidsrechter: Vahap Beyaz (TUR) |

### 1996
|                 |                       |       |           |                                                                                               |
| 7 februari 1996 | Marokko               | 2 – 0 | Luxemburg | Stade Moulay Abdallah, Rabat Toeschouwers: 20.000 Scheidsrechter: Abderrahim El Arjoune (MAR) |
| 7 februari 1996 | Sellami 36' Hadda 79' |       |           | Stade Moulay Abdallah, Rabat Toeschouwers: 20.000 Scheidsrechter: Abderrahim El Arjoune (MAR) |

|               |            |       |             |                                                                                       |
| 13 maart 1996 | Luxemburg  | 1 – 1 | Zwitserland | Stade Josy Barthel, Luxemburg Toeschouwers: 1.937 Scheidsrechter: Armand Ancion (BEL) |
| 13 maart 1996 | Cardoni 8' |       | 75' Vega    | Stade Josy Barthel, Luxemburg Toeschouwers: 1.937 Scheidsrechter: Armand Ancion (BEL) |

### 1997
- Geen vriendschappelijke interlands

### 1998
|             |           |                           |          |                                                                                       |
| 31 mei 1998 | Luxemburg | 0 – 2                     | Kameroen | Stade Josy Barthel, Luxemburg Toeschouwers: 3.684 Scheidsrechter: Dieter Schoch (SUI) |
| 31 mei 1998 |           | 35' Omam-Biyik 72' Tchami |          | Stade Josy Barthel, Luxemburg Toeschouwers: 3.684 Scheidsrechter: Dieter Schoch (SUI) |

|             |                                                                    |       |           |                                                                                       |
| 5 juni 1998 | Duitsland                                                          | 7 – 0 | Luxemburg | Carl-Benz-Stadion, Mannheim Toeschouwers: 25.000 Scheidsrechter: Fritz Stuchlik (AUT) |
| 5 juni 1998 | Kirsten 6' 46' Klinsmann 15' Helmer 28' Bierhoff 57' 71' Ziege 83' |       |           | Carl-Benz-Stadion, Mannheim Toeschouwers: 25.000 Scheidsrechter: Fritz Stuchlik (AUT) |

|                  |           |       |        |                                                                                      |
| 18 november 1998 | Luxemburg | 0 – 0 | België | Stade Josy Barthel, Luxemburg Toeschouwers: 2.000 Scheidsrechter: Stéphane Bre (FRA) |
| 18 november 1998 |           |       |        | Stade Josy Barthel, Luxemburg Toeschouwers: 2.000 Scheidsrechter: Stéphane Bre (FRA) |

### 1999
|               |                |       |                                      |                                                                                      |
| 10 maart 1999 | Luxemburg      | 1 – 2 | IJsland                              | Stade Josy Barthel, Luxemburg Toeschouwers: 2.754 Scheidsrechter: Eric Blareau (BEL) |
| 10 maart 1999 | Christophe 23' |       | 76' (pk) Gunnlaugsson 84' Sigurdsson | Stade Josy Barthel, Luxemburg Toeschouwers: 2.754 Scheidsrechter: Eric Blareau (BEL) |

### 2000
|                  |             |       |                         |                                                                                                |
| 23 februari 2000 | Luxemburg   | 1 – 3 | Noord-Ierland           | Stade Josy Barthel, Luxemburg Toeschouwers: 1.818 Scheidsrechter: Manfred Schüttengruber (AUT) |
| 23 februari 2000 | Cardoni 41' |       | 21' 48' Healy 87' Quinn | Stade Josy Barthel, Luxemburg Toeschouwers: 1.818 Scheidsrechter: Manfred Schüttengruber (AUT) |

|               |           |       |          |                                                                                       |
| 26 april 2000 | Luxemburg | 1 – 1 | Estland  | Stade Josy Barthel, Luxemburg Toeschouwers: 1.200 Scheidsrechter: Roelof Luinge (NED) |
| 26 april 2000 | Vanek 90' |       | 83' Oper | Stade Josy Barthel, Luxemburg Toeschouwers: 1.200 Scheidsrechter: Roelof Luinge (NED) |

|             |           |             |        |                                                                                        |
| 7 juni 2000 | Luxemburg | 0 – 1       | Spanje | Stade Josy Barthel, Luxemburg Toeschouwers: 6.000 Scheidsrechter: Herbert Fandel (GER) |
| 7 juni 2000 |           | 2' Mendieta |        | Stade Josy Barthel, Luxemburg Toeschouwers: 6.000 Scheidsrechter: Herbert Fandel (GER) |

## 21e eeuw

### 2001
|                  |           |              |         |                                                                                     |
| 28 februari 2001 | Luxemburg | 0 – 1        | Finland | Stade Josy Barthel, Luxemburg Toeschouwers: 1.500 Scheidsrechter: Roland Beck (LIE) |
| 28 februari 2001 |           | 80' Forssell |         | Stade Josy Barthel, Luxemburg Toeschouwers: 1.500 Scheidsrechter: Roland Beck (LIE) |

|                  |           |                                  |         |                                                                                |
| 15 augustus 2001 | Luxemburg | 0 – 3                            | Georgië | Stade Communal, Mondercange Toeschouwers: 700 Scheidsrechter: Luc Huyghe (BEL) |
| 15 augustus 2001 |           | 33' 79' Demetradze 56' Aleksidze |         | Stade Communal, Mondercange Toeschouwers: 700 Scheidsrechter: Luc Huyghe (BEL) |

### 2002
|                  |           |       |         |                                                                                      |
| 13 februari 2002 | Luxemburg | 0 – 0 | Albanië | Stade Josy Barthel, Luxemburg Toeschouwers: 1.300 Scheidsrechter: René Rogalla (SUI) |
| 13 februari 2002 |           |       |         | Stade Josy Barthel, Luxemburg Toeschouwers: 1.300 Scheidsrechter: René Rogalla (SUI) |

|               |           |                                         |         |                                                                                       |
| 27 maart 2002 | Luxemburg | 0 – 3                                   | Letland | Stade Josy Barthel, Luxemburg Toeschouwers: 1.300 Scheidsrechter: Wolfgang Sowa (AUT) |
| 27 maart 2002 |           | 22' Rubins 59' Laizans 72' Verpakovskis |         | Stade Josy Barthel, Luxemburg Toeschouwers: 1.300 Scheidsrechter: Wolfgang Sowa (AUT) |

|                     |                                         |       |                      |                                                                                            |
| 17 april 2002 20:00 | Luxemburg                               | 3 – 3 | Liechtenstein        | Stade Alphonse Theis, Hesperange Toeschouwers: onbekend Scheidsrechter: Jan Wegereef (NED) |
| 17 april 2002 20:00 | Strasser 39' Christophe 69' Cardoni 83' |       | 6' 26' 38' Stocklasa | Stade Alphonse Theis, Hesperange Toeschouwers: onbekend Scheidsrechter: Jan Wegereef (NED) |

|                  |           |                        |         |                                                                                         |
| 21 augustus 2002 | Luxemburg | 0 – 2                  | Marokko | Stade Josy Barthel, Luxemburg Toeschouwers: 1.654 Scheidsrechter: Edgar Steinborn (GER) |
| 21 augustus 2002 |           | 71' Jabrane 85' Kacimi |         | Stade Josy Barthel, Luxemburg Toeschouwers: 1.654 Scheidsrechter: Edgar Steinborn (GER) |

|                  |           |                                             |        |                                                                                       |
| 5 september 2002 | Luxemburg | 0 – 5                                       | Israël | Stade Josy Barthel, Luxemburg Toeschouwers: 1.354 Scheidsrechter: Paul Allaerts (BEL) |
| 5 september 2002 |           | 1' 68' Udi 24' Badir 79' Keisy 85' Benayoun |        | Stade Josy Barthel, Luxemburg Toeschouwers: 1.354 Scheidsrechter: Paul Allaerts (BEL) |

|                  |           |       |            |                                                                                           |
| 20 november 2002 | Luxemburg | 0 – 0 | Kaapverdië | Stade Alphonse Theis, Hesperange Toeschouwers: 2.750 Scheidsrechter: Damien Ledentu (FRA) |
| 20 november 2002 |           |       |            | Stade Alphonse Theis, Hesperange Toeschouwers: 2.750 Scheidsrechter: Damien Ledentu (FRA) |

### 2003
|               |                                                    |       |              |                                                                                          |
| 30 april 2003 | Hongarije                                          | 5 – 1 | Luxemburg    | Szusza Ferenc Stadion, Boedapest Toeschouwers: 1.250 Scheidsrechter: Damir Skomina (SLO) |
| 30 april 2003 | Gera 18' Szabics 51' 90+2' Lisztes 61' Kenesei 68' |       | 25' Strasser | Szusza Ferenc Stadion, Boedapest Toeschouwers: 1.250 Scheidsrechter: Damir Skomina (SLO) |

|                        |                   |       |            |                                                                                                  |
| 19 augustus 2003 20:00 | Luxemburg         | 1 – 1 | Malta      | Stade de la Frontière, Esch-sur-Alzette Toeschouwers: 2.000 Scheidsrechter: Gerald Leihner (AUT) |
| 19 augustus 2003 20:00 | Strasser 53' (pk) |       | 54' Giglio | Stade de la Frontière, Esch-sur-Alzette Toeschouwers: 2.000 Scheidsrechter: Gerald Leihner (AUT) |

|                        |             |       |                       |                                                                                          |
| 20 november 2003 20:00 | Luxemburg   | 1 – 2 | Moldavië              | Stade Alphonse Theis, Hesperange Toeschouwers: 623 Scheidsrechter: Laurent Duhamel (FRA) |
| 20 november 2003 20:00 | Schauls 77' |       | 19' Golban 90+1' Dadu | Stade Alphonse Theis, Hesperange Toeschouwers: 623 Scheidsrechter: Laurent Duhamel (FRA) |

### 2004
|                     |           |       |                         |                                                                                      |
| 31 maart 2004 20:00 | Luxemburg | 1 – 2 | Bosnië en Herzegovina   | Stade Josy Barthel, Luxemburg Toeschouwers: 2.000 Scheidsrechter: René Rogalla (SUI) |
| 31 maart 2004 20:00 | Huss 87'  |       | 63' Misimović 71' Bolić | Stade Josy Barthel, Luxemburg Toeschouwers: 2.000 Scheidsrechter: René Rogalla (SUI) |

|                     |                                                  |       |           |                                                                               |
| 28 april 2004 20:30 | Oostenrijk                                       | 4 – 1 | Luxemburg | Tivoli Neu, Innsbruck Toeschouwers: 9.400 Scheidsrechter: Damir Skomina (SLO) |
| 28 april 2004 20:30 | Kirchler 5' Kiesenebner 9' Haas 85' Kollmann 89' |       | 63' Huss  | Tivoli Neu, Innsbruck Toeschouwers: 9.400 Scheidsrechter: Damir Skomina (SLO) |

|                   |                                            |       |           |                                                                               |
| 29 mei 2004 20:15 | Portugal                                   | 3 – 0 | Luxemburg | Agueda Municipal, Agueda Toeschouwers: 9.000 Scheidsrechter: Rob Styles (ENG) |
| 29 mei 2004 20:15 | Luís Figo 14' Nuno Gomes 28' Rui Costa 37' |       |           | Agueda Municipal, Agueda Toeschouwers: 9.000 Scheidsrechter: Rob Styles (ENG) |

### 2005
|                        |           |          |        |                                                                                                 |
| 16 november 2005 20:00 | Luxemburg | 0 – 1    | Canada | Stade Alphonse Theis, Hesperange Toeschouwers: onbekend Scheidsrechter: Paulo Gomes Costa (POR) |
| 16 november 2005 20:00 |           | 69' Hume |        | Stade Alphonse Theis, Hesperange Toeschouwers: onbekend Scheidsrechter: Paulo Gomes Costa (POR) |

### 2006
|                                                                 |           |                             |        |                                                                                          |
| 1 maart 2006 20:15 Duel na 64 minuten gestaakt wegens sneeuwval | Luxemburg | 0 – 2                       | België | Stade Josy Barthel, Luxemburg Toeschouwers: 3.271 Scheidsrechter: Thomas Einwaller (AUT) |
| 1 maart 2006 20:15 Duel na 64 minuten gestaakt wegens sneeuwval |           | 42' Vandenbergh 61' Pieroni |        | Stade Josy Barthel, Luxemburg Toeschouwers: 3.271 Scheidsrechter: Thomas Einwaller (AUT) |

|                   |                                                                       |       |           |                                                                                    |
| 27 mei 2006 17:00 | Duitsland                                                             | 7 – 0 | Luxemburg | Badenova-Stadion, Freiburg Toeschouwers: 23.000 Scheidsrechter: René Rogalla (SUI) |
| 27 mei 2006 17:00 | Klose 5' 59' Frings 19' (pk) Podolski 36' 65' (pk) Neuville 90' 90+2' |       |           | Badenova-Stadion, Freiburg Toeschouwers: 23.000 Scheidsrechter: René Rogalla (SUI) |

|                   |           |                                  |          |                                                                                         |
| 3 juni 2006 20:00 | Luxemburg | 0 – 3                            | Portugal | Stade Saint-Symphorien, Metz Toeschouwers: 19.157 Scheidsrechter: Laurent Duhamel (FRA) |
| 3 juni 2006 20:00 |           | 46' 72' (pk) Simão 85' Luís Figo |          | Stade Saint-Symphorien, Metz Toeschouwers: 19.157 Scheidsrechter: Laurent Duhamel (FRA) |

|                   |           |                                              |          |                                                                                         |
| 8 juni 2006 20:00 | Luxemburg | 0 – 3                                        | Oekraïne | Stade Josy Barthel, Luxemburg Toeschouwers: 3.766 Scheidsrechter: Peter Vervecken (BEL) |
| 8 juni 2006 20:00 |           | 55' Voronin 83' Sjevtsjenko 84' Kalinichenko |          | Stade Josy Barthel, Luxemburg Toeschouwers: 3.766 Scheidsrechter: Peter Vervecken (BEL) |

|                        |           |           |         |                                                                                        |
| 16 augustus 2006 20:00 | Luxemburg | 0 – 1     | Turkije | Stade Josy Barthel, Luxemburg Toeschouwers: 2.353 Scheidsrechter: Michael Weiner (GER) |
| 16 augustus 2006 20:00 |           | 26' Tekke |         | Stade Josy Barthel, Luxemburg Toeschouwers: 2.353 Scheidsrechter: Michael Weiner (GER) |

|                        |           |       |         |                                                                                            |
| 6 september 2006 20:00 | Luxemburg | 0 – 0 | Letland | Stade Alphonse Theis, Hesperange Toeschouwers: 1.755 Scheidsrechter: Emil Bozinovski (MKD) |
| 6 september 2006 20:00 |           |       |         | Stade Alphonse Theis, Hesperange Toeschouwers: 1.755 Scheidsrechter: Emil Bozinovski (MKD) |

|                        |           |       |      |                                                                                       |
| 15 november 2006 19:00 | Luxemburg | 0 – 0 | Togo | Stade Josy Barthel, Luxemburg Toeschouwers: 1.417 Scheidsrechter: Ceri Richards (WAL) |
| 15 november 2006 19:00 |           |       |      | Stade Josy Barthel, Luxemburg Toeschouwers: 1.417 Scheidsrechter: Ceri Richards (WAL) |

### 2007
|                       |                           |       |           |                                                                                            |
| 7 februari 2007 19:00 | Luxemburg                 | 2 – 1 | Gambia    | Stade Alphonse Theis, Hesperange Toeschouwers: 520 Scheidsrechter: Claudio Circhetta (SUI) |
| 7 februari 2007 19:00 | Joachim 65' Sagramola 83' |       | 15' Jarju | Stade Alphonse Theis, Hesperange Toeschouwers: 520 Scheidsrechter: Claudio Circhetta (SUI) |

|                        |           |       |         |                                                                                            |
| 22 augustus 2007 20:00 | Luxemburg | 0 – 0 | Georgië | Stade Josy Barthel, Luxemburg Toeschouwers: 1.123 Scheidsrechter: Stephen Weatherall (NIR) |
| 22 augustus 2007 20:00 |           |       |         | Stade Josy Barthel, Luxemburg Toeschouwers: 1.123 Scheidsrechter: Stephen Weatherall (NIR) |

### 2008
|                       |                           |       |                 |                                                                                     |
| 30 januari 2008 18:00 | Saoedi-Arabië             | 2 – 1 | Luxemburg       | King Fahd International Stadium, Riyad Toeschouwers: 2.000 Scheidsrechter: onbekend |
| 30 januari 2008 18:00 | doelpuntenmakers onbekend |       | pk' (88) Peters | King Fahd International Stadium, Riyad Toeschouwers: 2.000 Scheidsrechter: onbekend |

|                     |           |                  |       |                                                                                       |
| 26 maart 2008 20:15 | Luxemburg | 0 – 2            | Wales | Stade Josy Barthel, Luxemburg Toeschouwers: 1.879 Scheidsrechter: Björn Kuipers (NED) |
| 26 maart 2008 20:15 |           | 37' 46' Eastwood |       | Stade Josy Barthel, Luxemburg Toeschouwers: 1.879 Scheidsrechter: Björn Kuipers (NED) |

|                   |            |       |            |                                                                                           |
| 27 mei 2008 19:00 | Luxemburg  | 1 – 1 | Kaapverdië | Stade Josy Barthel, Luxemburg Toeschouwers: 2.051 Scheidsrechter: Pavle Radovanović (MTG) |
| 27 mei 2008 19:00 | Leweck 77' |       | 83' Borges | Stade Josy Barthel, Luxemburg Toeschouwers: 2.051 Scheidsrechter: Pavle Radovanović (MTG) |

|                        |             |       |                                            |                                                                                     |
| 20 augustus 2008 20:15 | Luxemburg   | 1 – 4 | Macedonië                                  | Stade Josy Barthel, Luxemburg Toeschouwers: 885 Scheidsrechter: Bernd Brugger (AUT) |
| 20 augustus 2008 20:15 | Kitenge 73' |       | 6' 45' Pandev 33' Grozdanoski 49' Naumoski | Stade Josy Barthel, Luxemburg Toeschouwers: 885 Scheidsrechter: Bernd Brugger (AUT) |

|                        |            |       |              |                                                                                    |
| 19 november 2008 20:30 | Luxemburg  | 1 – 1 | België       | Stade Josy Barthel, Luxemburg Toeschouwers: 4.172 Scheidsrechter: Mike Riley (ENG) |
| 19 november 2008 20:30 | Mutsch 46' |       | 22' Mirallas | Stade Josy Barthel, Luxemburg Toeschouwers: 4.172 Scheidsrechter: Mike Riley (ENG) |

### 2009
|                        |           |                  |          |                                                                                    |
| 12 augustus 2009 20:00 | Luxemburg | 0 – 1            | Litouwen | Stade Josy Barthel, Luxemburg Toeschouwers: 1.455 Scheidsrechter: Alan Black (NIR) |
| 12 augustus 2009 20:00 |           | 82' Danilevičius |          | Stade Josy Barthel, Luxemburg Toeschouwers: 1.455 Scheidsrechter: Alan Black (NIR) |

|                        |               |       |                |                                                                                      |
| 14 november 2009 19:00 | Luxemburg     | 1 – 1 | IJsland        | Stade Josy Barthel, Luxemburg Toeschouwers: 913 Scheidsrechter: Pol van Boekel (NED) |
| 14 november 2009 19:00 | Kintziger 75' |       | 63' Jóhannsson | Stade Josy Barthel, Luxemburg Toeschouwers: 913 Scheidsrechter: Pol van Boekel (NED) |

### 2010
|                    |              |       |                          |                                                                                    |
| 3 maart 2010 20:00 | Luxemburg    | 1 – 2 | Azerbeidzjan             | Stade Josy Barthel, Luxemburg Toeschouwers: 874 Scheidsrechter: Petteri Kari (FIN) |
| 3 maart 2010 20:00 | Strasser 34' |       | 27' Guliyev 36' Mammadov | Stade Josy Barthel, Luxemburg Toeschouwers: 874 Scheidsrechter: Petteri Kari (FIN) |

|                   |           |       |         |                                                                                          |
| 4 juni 2010 19:00 | Luxemburg | 0 – 0 | Faeröer | Stade Alphonse Theis, Hesperange Toeschouwers: 874 Scheidsrechter: Carlo Bertolini (SUI) |
| 4 juni 2010 19:00 |           |       |         | Stade Alphonse Theis, Hesperange Toeschouwers: 874 Scheidsrechter: Carlo Bertolini (SUI) |

|                        |                                                                 |       |             |                                                                                        |
| 11 augustus 2010 20:45 | Wales                                                           | 5 – 1 | Luxemburg   | Scarlets Y Park, Llanelli Toeschouwers: 4.904 Scheidsrechter: Mattias Gestranius (FIN) |
| 11 augustus 2010 20:45 | Cotterill 35' Ledley 47' (pk) King 55' Williams 78' Bellamy 82' |       | 44' Kitenge | Scarlets Y Park, Llanelli Toeschouwers: 4.904 Scheidsrechter: Mattias Gestranius (FIN) |

|                        |           |       |          |                                                                                      |
| 17 november 2010 20:15 | Luxemburg | 0 – 0 | Algerije | Stade Josy Barthel, Luxemburg Toeschouwers: 7.033 Scheidsrechter: Peter Sippel (GER) |
| 17 november 2010 20:15 |           |       |          | Stade Josy Barthel, Luxemburg Toeschouwers: 7.033 Scheidsrechter: Peter Sippel (GER) |